# Útěk do divočiny (kniha)
Útěk do divočiny (v anglickém originálu Into the Wild) je kniha amerického spisovatele a horolezce Jona Krakauera. Pojednává o dobrodruhovi Christopheru McCandlessovi, který byl počátkem září roku 1992 nalezen mrtvý na Aljašce. Kniha vychází z rozsáhlého článku s názvem Death of an Innocent, který Krakauer publikoval roku 1993 v časopisu Outside. Roku 2007 byl podle knihy natočen stejnojmenný celovečerní film. Režie se ujal Sean Penn, hudbu složil frontman kapely Pearl Jam Eddie Vedder a hlavní roli ztvárnil Emile Hirsch. Kniha se stala bestsellerem a byla přeložena do řady dalších jazyků. Autor v knize popisuje i příběhy dalších lidí, kteří byli svým životem blízcí McCandlessovi. Popisuje zde například svůj výstup na horu Devils Thumb nebo příběh Everetta Ruesse.